# International Council of the Aeronautical Sciences
Das International Council of the Aeronautical Sciences (ICAS) wurde 1957 gegründet und ist eine nichtstaatliche, nicht gewinnorientierte und wissenschaftliche Organisation, deren Ziel die Förderung des freien Austauschs von Informationen über Luftfahrtthemen ist. Weltweit anerkannte nationalen Verbände oder Vereine, welche sich dem Fortschritt in der Wissenschaft und Technik der Luft- und Raumfahrt widmen, kommen für eine Mitgliedschaft in dem ICAS in Betracht.

## Tätigkeit
Der ICAS zählt heute 29 Mitgliedsgesellschaften und 35 Partner aus vielen Ländern. Darüber hinaus wird es von Luft- und Raumfahrtunternehmen sowie durch wissenschaftliche und technische Institutionen unterstützt. Das Ziel des ICAS besteht darin, ein weltweites Forum für die Diskussion und den Austausch von Problemen und Themen rund um die Raumfahrt zu bilden, sowie die Förderung der internationalen Zusammenarbeit.

## Konferenzen
Der ICAS hält in zweijähriger Regelmäßigkeit einen internationalen Kongress für Luft- und Raumfahrt ab. Der Veranstaltungsort wird von der Generalversammlung gewählt und ist von Kongress zu Kongress unterschiedlich.
Der letzte Kongress fand im September 2022 in Stockholm statt.
Der ICAS sponserte Kongresse wie die AIAA, Isabe und SAE-Konferenzen auf Grundlage gegenseitiger Vereinbarungen zwischen den beteiligten Verbänden.

## Struktur
Der ICAS besteht aus drei Ebenen; der Generalversammlung (Einberufung alle zwei Jahre), Executive Committee (tagt mindestens einmal jährlich) und dem Program Committee (trifft sich jährlich). Das Sekretariat des ICAS führt seit Januar 2011 die Deutsche Gesellschaft für Luft- und Raumfahrt (DGLR).